# Terrier écossais
Le terrier écossais est une race de chien bien connue pour son manteau ébouriffé et son tempérament fougueux et décidé. Son surnom traditionnel est « Scottie ».

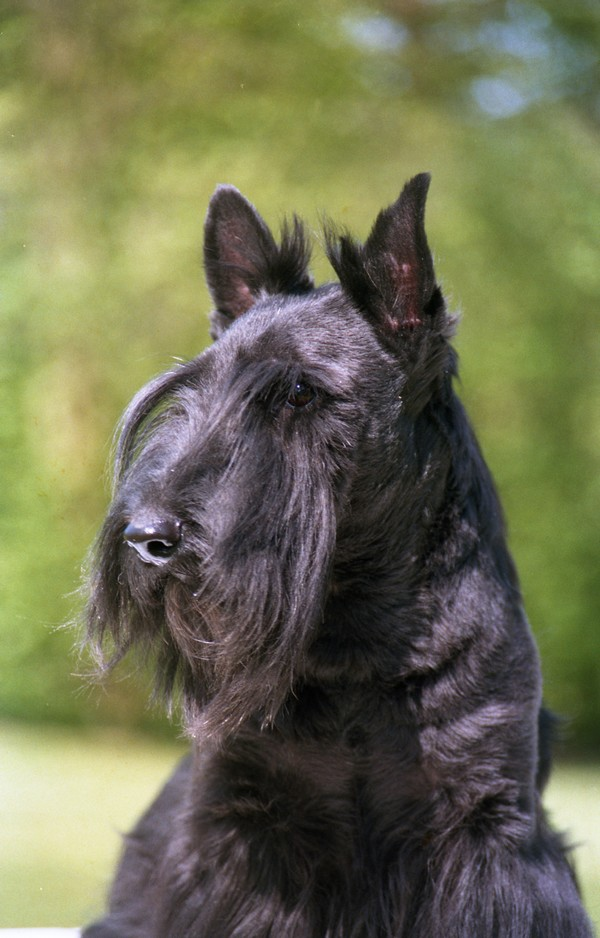

## Physique
Solidement construit, robuste, bien musclé. Aujourd’hui, chien de compagnie mais ayant gardé ses instincts de chasseur.
Taille 25 à 28 cm, poids 8 à 10 kg –Couleur : noir, bringé ou froment.

## Caractère
Le Scottish est très typé. Il a une silhouette très particulière. Il est très distant avec les étrangers et ne fait aucun effort pour se montrer sympathique. Il a une forte personnalité.
Dès son arrivée dans son nouveau foyer, il choisit son maître, pour lequel il a un attachement sans faille. Il est agréable avec le reste de la famille mais garde toujours ses distances.
Dans son jeune âge, il fait peu de bêtises et n’est pas destructeur. Il est mature très rapidement. Avec les enfants, il est joueur mais saura bien vite montrer les limites à ne pas dépasser.
Il n’est pas sportif, une petite promenade lui suffit. Il aime l’eau aussi faut-il se méfier des piscines dans lesquelles il plongera et qui pourraient être mortelles pour lui.
On lui prête un mauvais caractère alors qu’il n’a que DU caractère. Il est assez têtu et maniaque, il faudra éviter de lui changer ses habitudes.
On peut remarquer une différence de caractère entre les chiens de couleur noire et ceux de couleur froment, ces derniers sont plus turbulents mais aussi plus joueurs.

## Histoire
Ses origines ne sont pas connues avec une grande certitude, il existait un chien de ce type, à poil dur et aux pattes courtes depuis des siècles en Écosse.
Ce n’est qu’en 1815 que le nom de Scottish terrier apparaît pour la première fois dans un ouvrage Recreations Natural Hystory.
Le créateur de la race actuelle est certainement le capitaine Mackie qui, lors d’un voyage en Écosse, acquit dans différents élevages des terriers bas sur pattes à poil dur.
Repères historiques
- XVIe siècle John Caius dépeint des terriers à poil dur, bas sur pattes
- 1879 Description du premier standard
- 1882 Première exposition spéciale « scottish terrier »
- 1883 Fondation du Scottish terrier Club de Grande-Bretagne
- 1950 Premiers élevages français

Très populaire en France, dans les années 1930, connu pour être le RAC avec son cousin le Fox RIC des dessins de Pol Rab. Il deviendra ensuite l'égérie de la marque de whisky Black & White avec son cousin le Westie.

## Santé
Un peu plus sophistiqué que ses cousins, le Scottie est un peu plus fragile au niveau santé, il faut donc être rigoureux dans son alimentation, lui donner une nourriture bien adaptée et ne pas en changer.
Certains sujets ont tendance à avoir des pellicules et le poil gras, surtout chez les noirs. Vous lui donnerez donc des bains avec un shampooing spécial et veillerez à bien entretenir sa fourrure.
Le Scottish ne vit pas très vieux, environ une dizaine d’années, bien sûr, il y a toujours des exceptions mais ceux qui dépassent l’âge de 12 ans sont rares.
La crampe du Scottie : 
C’est une pathologie qui ne semble exister que chez le Scottie. Les symptômes ne sont pas faciles à mettre en évidence. Lorsque le chien se repose ou se livre à un exercice modéré, rien n’apparaît, mais lorsqu’il est énervé ou qu’il a beaucoup couru, son dos s’arque et sa locomotion devient difficile. L’anomalie réside dans le système nerveux, elle n’altère ni l’intelligence ni la vigilance de l’animal, ni sa santé, son espérance de vie n’en est en aucun cas raccourcie. Les Scotties atteints de cette crampe ne sont pas invalides et restent d’excellents chiens de compagnie. Il faut éviter les exercices trop violents et les causes d’énervement, ainsi les troubles n’apparaîtront plus ou peu.

## Entretien
Un Scottish doit être épilé et jamais tondu (sauf certaines parties du corps), un poil tondu est beaucoup plus difficile à entretenir, le poil devient mou et bouclé, la couleur se ternit.
L’épilation étant un travail de spécialiste, il faut s’adresser à un toiletteur expérimenté. Le Scottie doit être épilé tous les trois mois environ.
Il faudra l'entretenir, une fois par semaine, en commençant par brosser le poil dans le sens du poil sur tout le corps, démêler au peigne en fer toute la fourrure sans oublier le dessous du corps et les pattes, le poil à cet endroit s’emmêle facilement, il faut donc veiller à ne pas laisser de nœuds.
Le Scottie peut être lavé mais il faut toujours utiliser un shampooing spécial poil dur. Le Scottish noir, ainsi que le bringé, ayant une odeur un peu forte, il peut être lavé régulièrement. Le « froment » n’a pas besoin d’être shampouiné souvent, il n’a pas d’odeur, et son poil se salit beaucoup moins car il est souvent beaucoup plus dur.
Pour démêler les bourres ou poils du ventre et du dos, il est possible de saupoudrer de la fécule de maïs.

## Terriers d'Écosse
Il existe cinq races de terriers d'Écosse, et le Terrier écossais n'est que l'une d'entre elles. Les autres terriers originaires d'Écosse sont le Cairn Terrier, le Dandie Dinmont Terrier, le Skye Terrier et le West Highland White Terrier.

## Scottish terriers dans la culture populaire
Plusieurs Scottish Terriers ont vécu à la Maison-Blanche : 
- Barney et Miss Beazley sont les noms des scottish terriers que l'ancien président George W. Bush possède. Du temps de la présidence Bush, Barney avait ses propres pages sur le site Internet de la Maison-Blanche.

- Fala était le nom du scottish de l'ancien président américain Franklin Delano Roosevelt. Premier chien de la Maison-Blanche qui ait été médiatisé, il possède sa statue au Franklin Delano Roosevelt Memorial de Washington, à côté de celle de son ancien maître.

Il est aussi la mascotte de la marque de whisky « Black and White », en compagnie d'un West Highland White Terrier blanc (« Westie »).
Un Scottish Terrier nommé Botte est le héros et narrateur du roman de Rudyard Kipling Thy Servant a Dog, Told by Boots (Ce chien ton serviteur) paru en 1930.

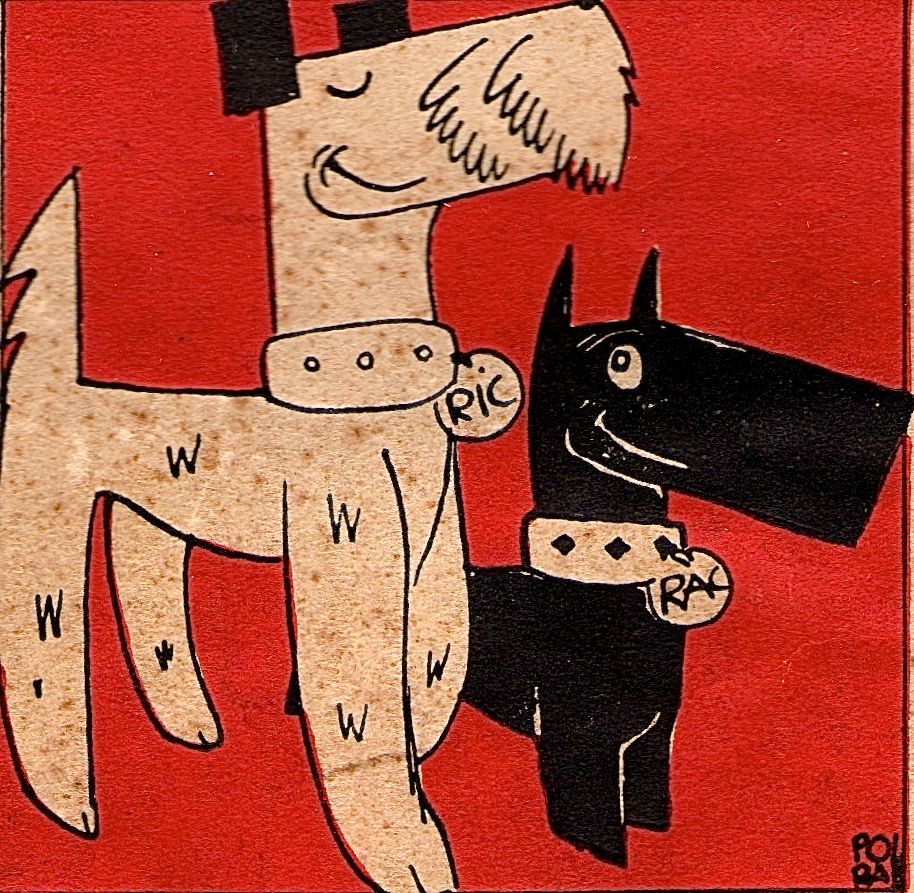
Couverture de La Vie romancée de Ric et Rac de Pol Rab (1932)
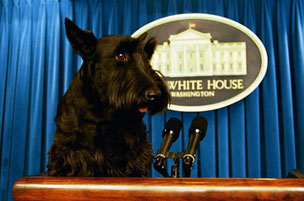
Barney, le chien du président George W. Bush dans la salle de Presse de la Maison Blanche.
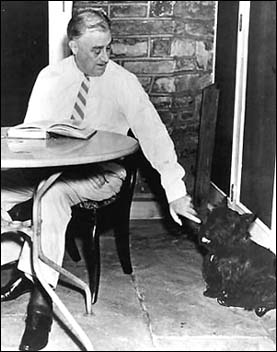
Franklin D. Roosevelt et Fala.